# 8Eight
Gli 8Eight (에이트?) sono un gruppo musicale sudcoreano, formatosi nel 2007 a Seul e scioltosi nel 2014.

## Storia
Gli 8Eight hanno ottenuto il successo vincendo la prima edizione del programma televisivo Show Survival (쇼 서바이벌) del canale MBC e hanno successivamente debuttato, il 25 agosto 2007, nel programma musicale Show! Music Core della medesima rete televisiva. Dal 2012 sono rimasti in pausa per quasi due anni a causa del servizio militare di Lee Hyun. Nel dicembre 2014 si sono sciolti, decidendo di prendere strade diverse.

## Formazione
- Lee Hyun – leader, voce (2007-2014) (sorellina del cantante Hyomin del gruppo musicale T-ara)
- Baek Chan – rap, voce (2007-2014)
- Joo Hee – voce (2007-2014)

## Discografia

### Album in studio
- 2007 – The First
- 2008 – Infinity
- 2009 – Golden Age

### EP
- 2010 – The Bridge
- 2011 – 8eight

### Singoli
- 2008 – Dala Song (con Park Ki-young e Horan)
- 2009 – Goodbye My Love
- 2009 – No One Cries Because They Want to Date
- 2014 – Let's Not Go Crazy
- 2020 – Fool Again

### Collaborazioni
- 2007 – Story Of Heartbreak di Banana Girl
- 2007 – 엉뚱한 상상
- 2008 – Good Girl di Baby Jin
- 2008 – Wa e 귀여워요
- 2008 – 달콤한 나의 도시 per la colonna sonora di My Bittersweet City
- 2008 – Dynamic Duo feat. Joo Hee - GONE
- 2008 – TV Love - Chae Jung-ahn feat. Baek Chan
- 2008 – Winter Kiss - Lena Park feat. Baek Chan
- 2010 – 사랑이 술을 가르쳐 - Lee Seung-gi feat. Baek Chan
- 2010 – I Love You - 2AM feat. Baek Chan e Joo Hee
- 2010 – Don't Leave Me – Untouchable feat. Lee Hyun
- 2010 – Do Better! (잘해 더) – Secret feat. Baek Chan